# Pierre Edouard Leclerc
Pierre Edouard Leclerc, kanadski general, * 1893, † 1982.